# Margret Hassan

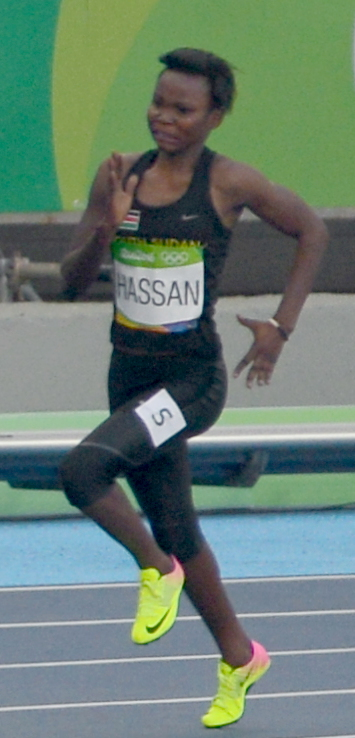

Margret Rumat Rumar Hassan (nascido em 12 de agosto de 1997), conhecido como Margret Hassan , é uma velocista do Sudão do Sul . Ela competiu nos Jogos Olímpicos de Verão de 2016 no Rio de Janeiro , nos 200 metros e no Tiro com arco   

## Biografia
Hassan é originalmente de Wau, Sudão do Sul . Quando criança, sua família deixou sua casa devido à guerra com o Sudão. A guerra impediu Hassan de obter educação. Hassan ainda continuava sua educação primária durante o treinamento para os Jogos Olímpicos de Verão de 2016 .
Hassan começou como jogadora de futebol de associação e, em 2012, mudou para o atletismo.  Ela começou a correr competitivamente a pedido de um amigo. [carece de fontes?]

## Carreira
Hassan foi selecionado para competir como um " Atleta Olímpico Independente " , uma designação para atletas que não conseguem competir sob a bandeira de seu país, nas Olimpíadas da Juventude de 2014, realizadas em Nanjing, China .  Hassan recebeu a honra de carregar a bandeira olímpica como representante dos atletas olímpicos independentes na cerimônia de abertura.  Ela competiu na distância de 400 metros nos jogos, terminando com um tempo de 61,72 segundos. 
Em junho de 2016, Hassan competiu no Campeonato Africano e registrou um tempo de 27,61 na distância de 200 metros  e, mais tarde no mesmo ano, Hassan fez parte da primeira equipe olímpica do Sudão do Sul.  Ela competiu nos Jogos Olímpicos de Verão de 2016 na distância de 200 metros. Ela terminou em último no seu round 1, com um tempo de 26,99 segundos, o melhor pessoal.